# Манастир Малајница
Манастир Малајница (рум. Mănăstirea Mălainița) је манастир Епархије Дакије Феликс Румунске православне цркве који се налази у селу Малајница код Неготина. Представља једини манастир Румунске православне цркве у Србији. Цркву посвећену Светим Архангелима Михајлу и Гаврилу је изградио румунски свештеник Бојан Александровић 2004. године на свом имању у Малајници. Тада је то била једина црква Румунске православне цркве у Србији јужно од Саве и Дунава и прва румунска црква у источној Србији изграђена након 170 година. Цркву је освештао епископ Дакије Феликс Данил. Изградња цркве је пропраћена инцидентима јер су изградњу оспоравале локалне власти тврдећи да не постоји ни грађевинска ни дозвола Српске православне цркве. Иако је стигло решење локалних органа о рушењу цркве, то се на крају није догодило због интервенције Румуније. Црква је и 2009. године поново била предмет контроверзе јер је донета нова одлука о рушењу објеката након што је утврђено да је прибављена дозвола за градњу за пословни а не за верски објекат. Због те одлуке у Букурешту су организовани протести што је изазвало и реакцију у Србији.
Манастир Малајница је посвећена Светим Архангелима и Светој Параскеви и има три цркве. Заштитница манастира је мама Мандалина, побожна мештанка Малајнице.